# Museo Nacional de San Carlos
El Museo Nacional de San Carlos es un museo de arte localizado en la colonia Tabacalera, cerca del Centro Histórico de la Ciudad de México.
La institución difunde y resguarda una colección de arte europeo de los siglo XIV al XX, así como de obras realizadas por maestros y alumnos al interior de la Academia de San Carlos. Dicha colección se fue conformando al interior de la Academia, desde su fundación en 1781, hasta 1934 con la compra de la Segunda colección Pani, con el fin de que sirvieran como modelos de lo que el alumno debía aprender.
Desde 1969 el museo está alojado en el antiguo Palacio del Conde de Buenavista en la Av. México - Tenochtitlan.

## Historia del edificio
El edificio fue ordenado construir por María Josefa Rodríguez de Pinillos y Gómez de Bárcena, segunda marquesa de Selva Nevada, con el fin de entregarlo como patrimonio a su hijo José Gutiérrez del Rivero y Pinillos y Gómez acompañado del título nobiliario de Conde de Buenavista. El conde fallece a los 23 años a causa de fiebre maligna el 7 de enero de 1797, tras graduarse de la Universidad y sin planes de ingresar a alguna orden sacerdotal, se pensaba que llegaría a habitar el Palacio para formar una familia, proyecto que nunca se consolidó. La proyección del edificio se atribuye al arquitecto Manuel Tolsá y su construcción se realizó entre 1798 y 1805. Dicha atribución se debe a que el edificio guarda semejanzas con ciertos rasgos arquitectónicos como el Palacio de Minería y el Palacio del Marqués del Apartado, que el arquitecto valenciano construyó en esos mismos años en la Ciudad de México, así como una fuerte influencia de la arquitectura barroca italiana.

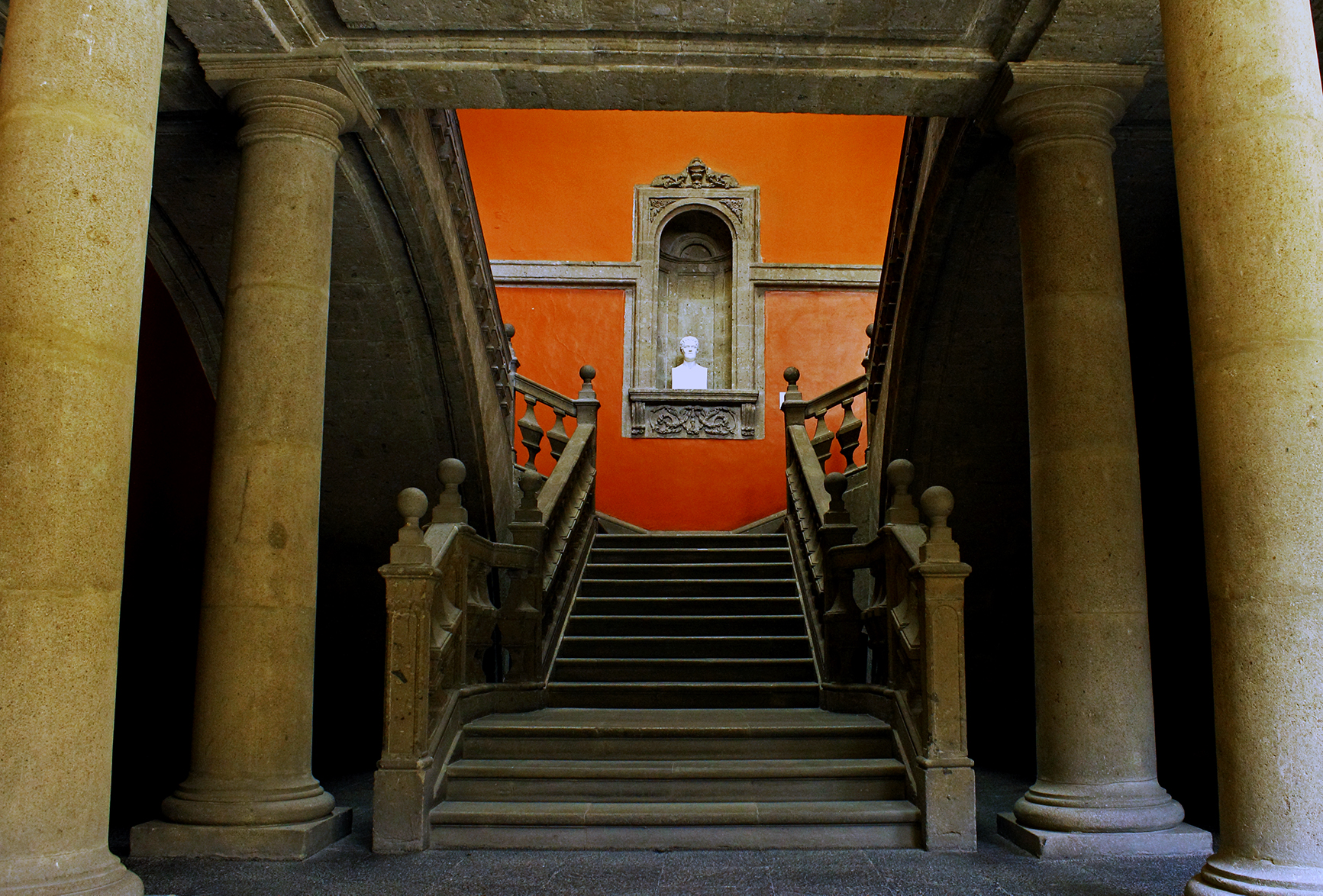
Escalera principal del edificio. En el nicho, un busto de Manuel Tolsá, el arquitecto que diseñó y construyó el Palacio del Conde Buenavista.

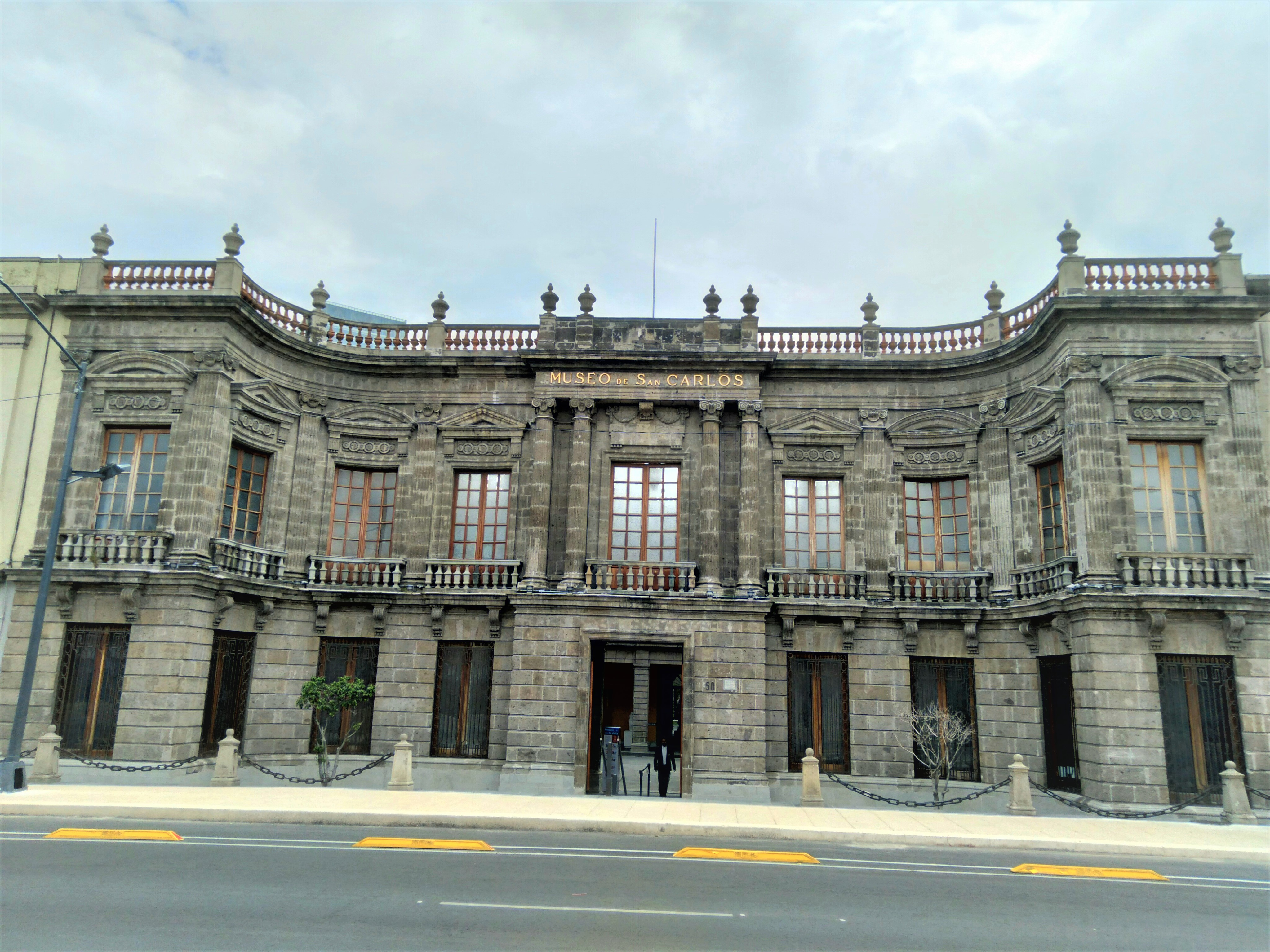
Fachada principal del Museo Nacional de San Carlos.

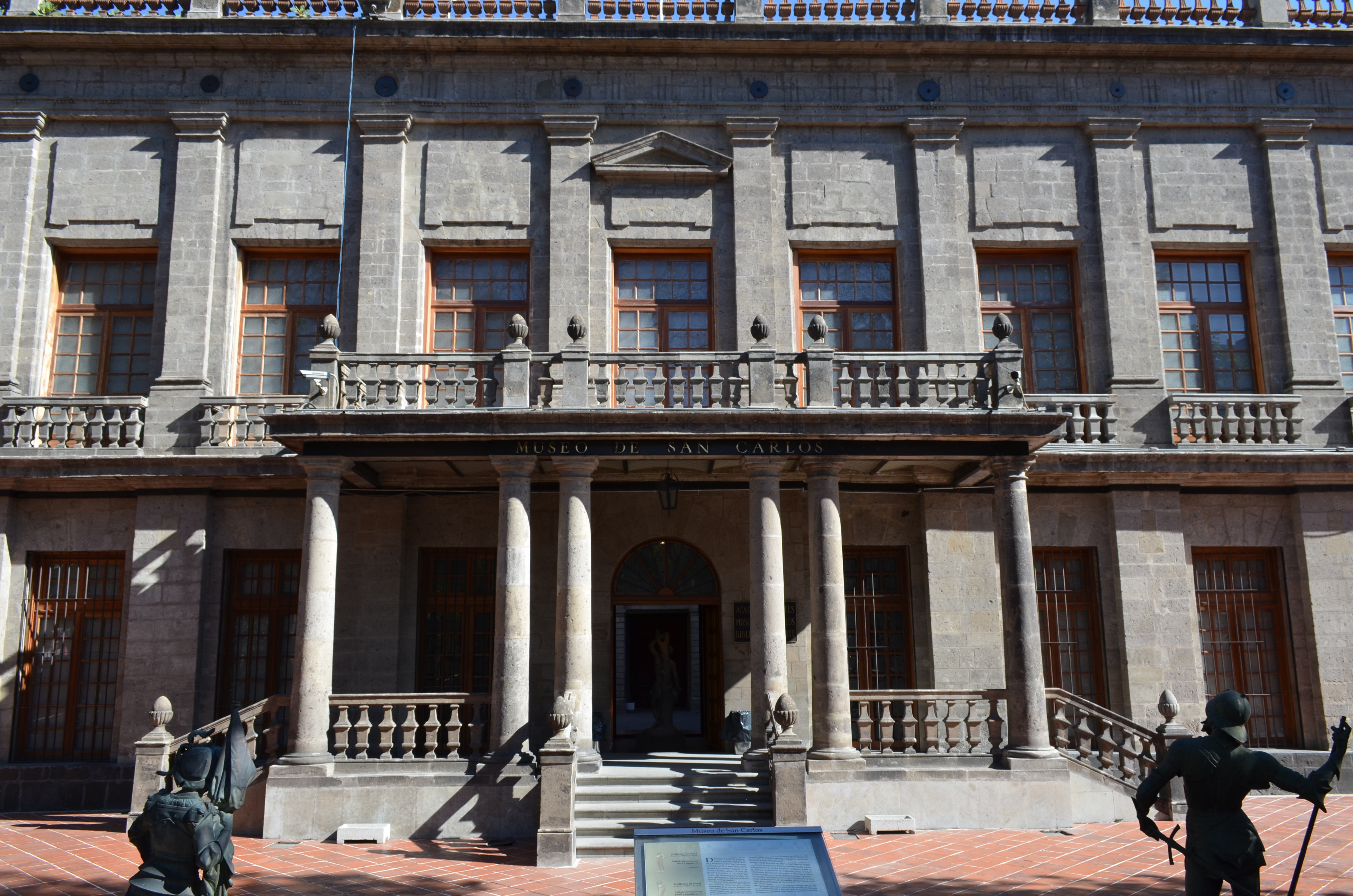
Fachada trasera del edificio.

En el siglo XX fue sede de las oficinas de la Tabacalera Mexicana, de la Lotería Nacional y de la Escuela Nacional Preparatoria N° 4. Hasta que en 1968, el Instituto Nacional de Bellas Artes lo destinó para albergar la colección de arte europeo. En el terreno (relingo) que quedó disponible entre la calle Manuel Ramos Arizpe, México - Tenochtitlán y el palacio mismo, el arquitecto José Luis Benlliure construyó un edificio con auditorio, oficinas y una biblioteca.

## Colección
La colección tiene su origen en la Real Academia de las Tres Nobles Artes de San Carlos de la Nueva España a fines del siglo XVIII. Personajes como Jerónimo Antonio Gil, Fernando Mangino y Martín de Mayorga realizaron gestiones ante la autoridad virreinal para que fuera fundada una escuela de grabado. El 4 de noviembre de 1781 fueron dadas las primeras clases de la nueva academia. Para la labor académica de la pintura y la escultura, eran utilizados modelos de diversas obras tanto de la antigüedad griega y romana como de obras maestras del arte europeo. Las autoridades de la nueva institución y algunos profesores de la misma iniciaron la conformación del acervo, que en 1786 tenía 124 piezas provenientes principalmente de donaciones particulares y centros religiosos clausurados. Asimismo, se integraron al acervo sancarlino libros, estampas, esculturas y dibujos, debido al espíritu de la Ilustración que ya había permeado en territorio americano. Es posible hallar dentro de los acervos de principios del siglo XIX a autores como Gérard Seghers, Juan Carreño de Miranda, David Teniers, José de Ribera y Pedro de Campaña.
Debido a la guerra de Independencia y a la inestabilidad política y económica que hubo en los primeros años de vida independiente, la Academia de San Carlos estuvo en una etapa de recesión económica que le impidió continuar adquiriendo obras. En 1843, Antonio López de Santa Anna le concedió a la Academia la administración de la Lotería Nacional para que se pudiera sostener con las rentas. Gracias a este hecho, entre 1843 y 1863, la Junta de Gobierno decidió destinar una parte de las ganancias de la Lotería a enriquecer los acervos de la Academia. Francisco Xavier Echeverría y Bernardo Couto, directores de la Junta de Gobierno, junto con Pelegrín Clavé, director de Pintura, y Manuel Vilar, director de Escultura, se encargaron de las gestiones para la compra de obras europeas.
En el mismo periodo, las galerías de la Academia se fueron llenando de obras incautadas a los conventos e iglesias debido a la Leyes de Reforma, y de copias y originales mandados por los alumnos pensionados en Europa. 
Durante el porfiriato la adquisición de obras se hizo cada vez más esporádica, en el que destacan tres. Las dos primeras son la compra de una parte de dos colecciones que gozaron de gran reputación en su tiempo: la de Joaquín Cardoso en 1886 y la de Alejandro Ruiz Olavarrieta en 1908.  La tercera fue la compra de un lote de pintura de artistas españoles contemporáneos que se presentaron en la Exposición Española de Arte e Industrias Decorativas del Pabellón español, la cual formó parte de los festejos por el centenario de la Independencia de México en 1910. En años recientes el acervo del Museo Nacional de San Carlos ha ido aumentando gracias a las donaciones de coleccionistas particulares. 

### Exposición permanente
El Museo Nacional de San Carlos tiene como uno de sus objetivos el estudiar los cambios y permanencias en el arte occidental a lo largo de setecientos años, desde el siglo XIV al XX. Dicho recorrido se compone de siete núcleos temáticos que abordan los problemas centrales de siete periodos artísticos.

## Servicios

### Aprendizaje y mediación
El museo cuenta con un área que destaca por los servicios y programas educativos que ofrece dentro y fuera del museo.
- Visitas interpretativas
- Talleres
- Cursos de verano
- Viernes de serpentinas y confetti

Extramuros
- Museo Nacional de San Carlos visita tu comunidad
- La maleta de San Carlos
- Experiencias para recordar

### Biblioteca Erik Larsen
La Biblioteca Erik Larsen está especializada en arte y arquitectura occidental desde la antigüedad hasta mediados del siglo XX.  Fue inaugurada en 1968, junto con el museo, aunque en ese entonces se componía de una colección de libros donados por el Museo de San Carlos. A lo largo de los años y gracias a donaciones de particulares, instituciones y otras bibliotecas, el acervo se enriqueció. Actualmente está compuesta por alrededor de siete mil libros dedicados al estudio del arte en general, en particular a las artes plásticas, siendo el complemento ideal para el estudio de la colección del MUNSAC.
En 1998, Erik Larsen, especialista en Rubens, Rembrandt y van Dyck y, en general, en arte flamenco y neerlandés del siglo XVII, fue invitado a curar la exposición Rubens y su siglo en el museo. Al año siguiente donó su colección bibliográfica compuesta de aproximadamente 3 mil ejemplares entre libros, manuscritos y fotografías, varias de ellas comentadas, de obras europeas de los siglos XVI al XVIII para que estuviera disponible al público en general.
En 2007, la biblioteca fue nombrada Erik Larsen en honor al historiador del arte.
La biblioteca se compone de tres colecciones:
- Colección Museo Nacional de San Carlos: compuesta por la memoria expográfica del museo, además de libros, revistas y enciclopedias de arte en general.
- Colección Primitivo Morales: donada por la familia de Primitivo Morales Solano, compuesta por 1339 libros de temática variada y por 750 partituras, 28 programas de conciertos y 60 postales que retratan personajes y paisajes de México durante la primera mitad del siglo XX.[17]
- Colección Erik Larsen: se compone de libros de la autoría de Larsen y de otros dedicados al arte, en especial al arte flamenco y exponentes como Anthony Van Dyck y Peter Paul Rubens.[18]

## Patronato
El patronato, fundado en 1960, ha buscado unir fuerzas con el Museo y la sociedad civil para el mantenimiento, conservación y mejora del Palacio de Buenavista y de la valiosa colección escultórica y pictórica del Museo Nacional de San Carlos.

#### Misión
Apoyar al museo en la preservación y mejora del recinto, así como en el estudio, conservación y difusión de la colección de arte europeo del siglo XIV al XIX que allí se resguarda.
Tomar la iniciativa de proyectos para la procuración de fondos con la finalidad de ayudar a cubrir las necesidades que superan el presupuesto del museo como institución no lucrativa dependiente del Instituto Nacional de Bellas Artes.

#### Visión
Reafirmar acciones encaminadas al posicionamiento del Museo de San Carlos como una de las instituciones culturales del país mejor conservadas y a la vanguardia de los servicios que ofrece al público, contando con mejores presupuestos para que las actividades y programas que allí se realizan alcancen mayor proyección a nivel nacional e internacional.

## Galería

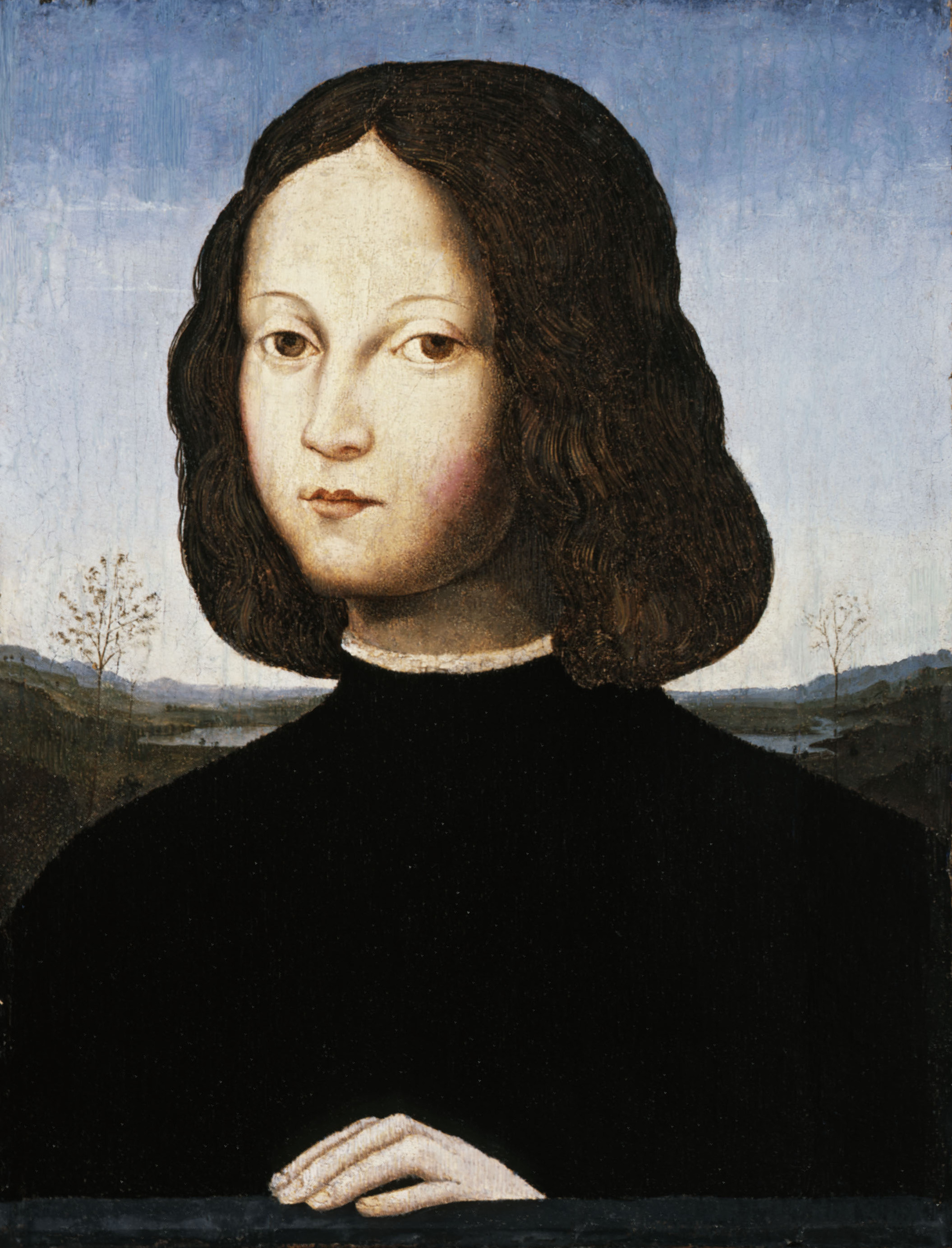
Atribuido a Piero di Cosimo. Retrato de un niño.
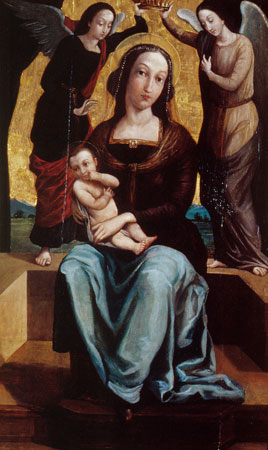
Pietro Perugino. Virgen con Niño coronada por los ángeles.
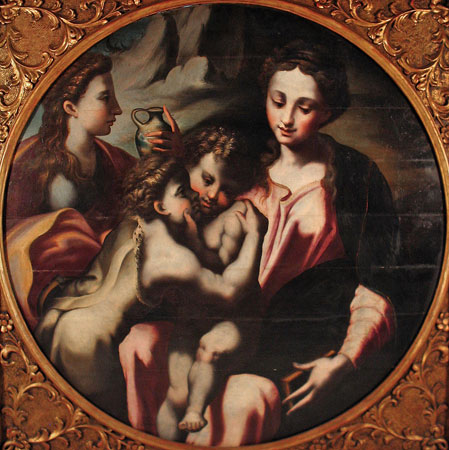
Parmigianino. Sagrada Familia.
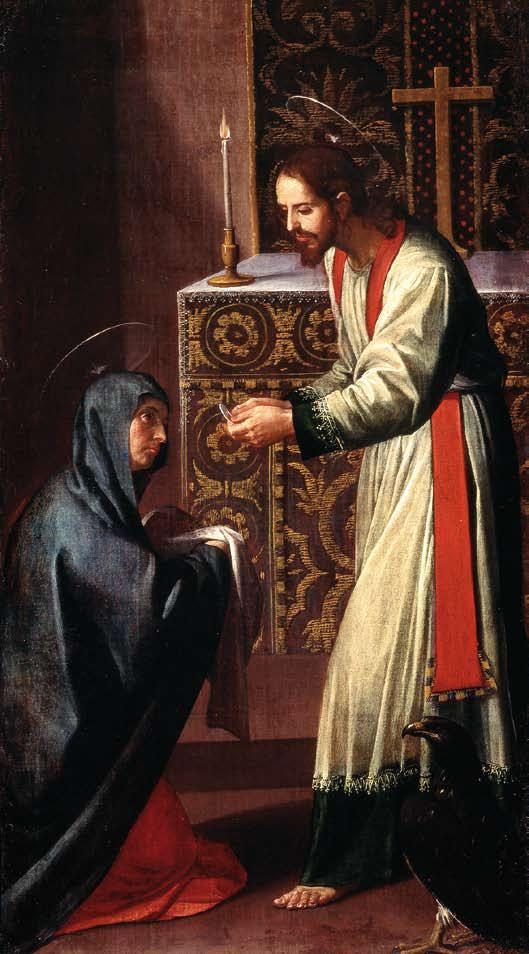
Alonso Cano. San Juan Evangelista dando la comunión a la Virgen.
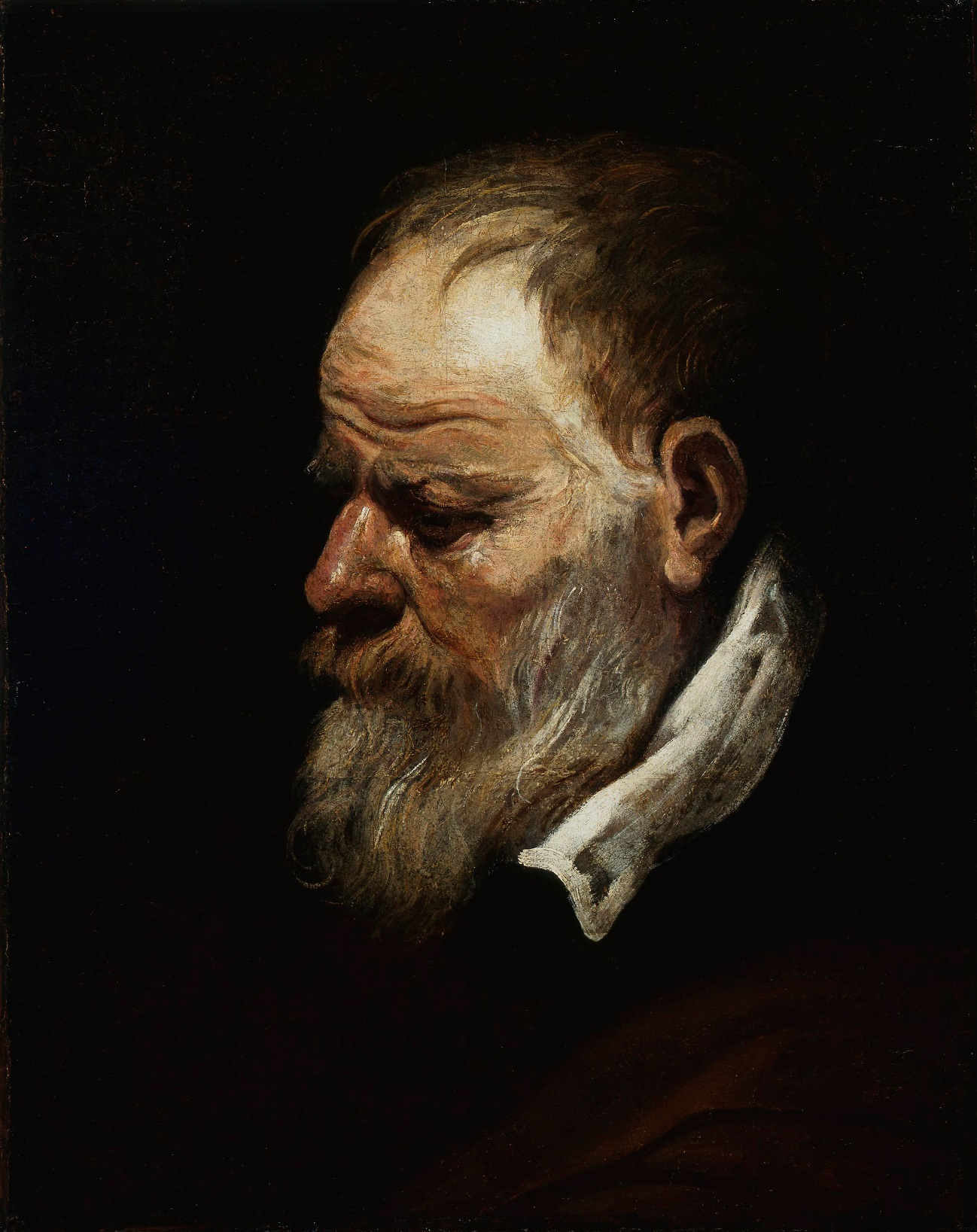
Antoon van Dyck. Cabeza de hombre con barba.
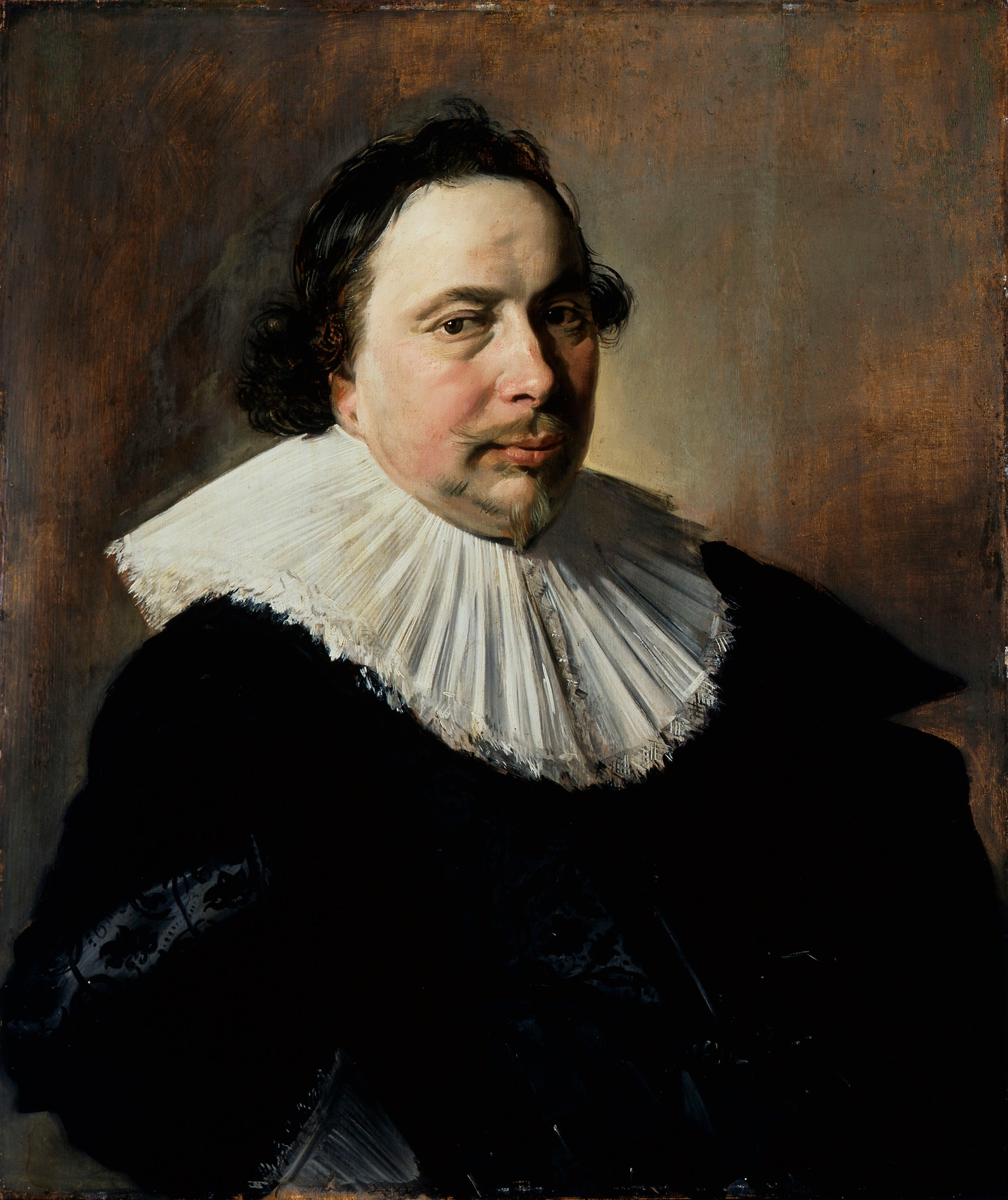
Frans Hals. Retrato de un desconocido, 1634.
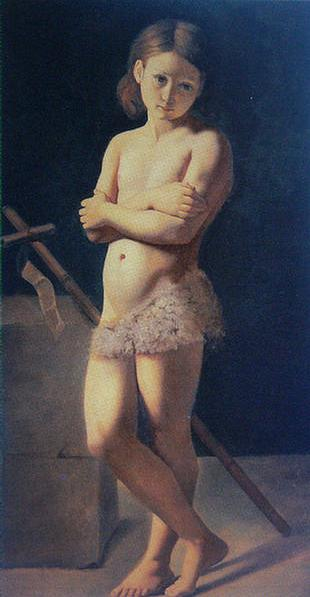
Atribuido a Jean Auguste Dominique Ingres. San Juan Bautista de niño.
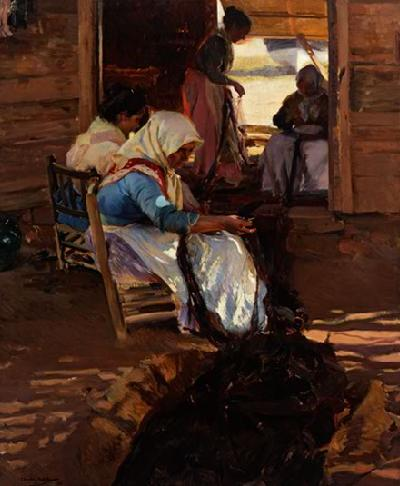
Joaquín Sorolla. Remendando redes, 1901.